# Max Headroom: 20 Minutes into the Future
Max Headroom: 20 Minutes into the Future és un telefilm cyberpunk del 1985 creat per la companyia britànica Chrysalis Visual Programming Ltd. per al Channel 4. Max Headroom va ser creat per George Stone, Annabel Jankel, i Rocky Morton, mentre que la història del telefilm va ser desenvolupada per Stone i el guionista Steve Roberts. La pel·lícula de televisió es va crear per proporcionar una història de fons i un origen per al personatge Max abans que comencés a aparèixer regularment com a presentador i veejay d'un nou programa de vídeos musicals a Channel 4, The Max Headroom Show.
La història descriu un futur proper on les corporacions corruptes controlen gran part del món i manipulen el públic pel bé de les qualificacions i la riquesa. Els esdeveniments van portar al periodista de la croada Edison Carter a xocar amb una motocicleta i patir un traumatisme cranial a causa d'un cartell de seguretat d'aparcament que diu "MAX. HEADROOM: 2,3 M" (un espai lliure de 2,3 metres). Mentre està inconscient, la ment i els records de Carter s'utilitzen com a base per a una nova intel·ligència artificial que adopta el nom de Max Headroom. Mentre Carter es recupera i exposa la corrupció corporativa, el seu bessó d'IA Max es fa popular com a presentador de televisió enginyós que critica la societat i els mitjans. Tant Edison Carter com Max Headroom estan interpretats per l'actor Matt Frewer.
El 4 d'abril de 1985, Channel 4 va transmetre la pel·lícula de televisió Max Headroom: 20 Minutes Into the Future, protagonitzada per Matt Frewer, Amanda Pays, Paul Spurrier, Nickolas Grace, i W. Morgan Sheppard. Dos dies després, Max va començar a aparèixer regularment com el veejay de The Max Headroom Show. HBO (que era propietària d'un altre proveïdor de televisió per cable Cinemax) va proporcionar part del finançament original i la sèrie més tard es va publicar a Cinemax per al públic estatunidenc. Després de la seva cancel·lació, la cadena estatunidenca ABC va encarregar a Chrysalis la producció d'una nova sèrie de televisió dramàtica basada en els personatges, els conceptes i el món establerts a la pel·lícula Max Headroom: 20 Minutes into the Future. El nou programa, titulat simplement Max Headroom, presentava Matt Frewer i Amanda Pays repetint els seus papers originals. Cada episodi començabs amb la frase "20 Minutes into the Future."

## Argument
Edison Carter (Matt Frewer) és un reporter de televisió obstinat decidit a descobrir la corrupció fins i tot si el seu empresari Network 23 està involucrat. Carter està investigant una explosió domèstica quan la direcció de la cadena de televisió l'aparta de la història. El nou productor de Carter Theora Jones (Amanda Pays) accepta ajudar-lo a investigar més malgrat la pressió de la direcció superior. Els dos descobreixen que la Network 23 està ocultant el fet que la seva nova publicitat en estímuls subliminals (anomenada "blipverts") pot ser fatal per a certs espectadors, fins i tot provocant una combustió espontània.
Carter recupera proves de l'encobriment a la seu de la Network 23, però és descobert a la càmera de seguretat per Bryce Lynch (Paul Spurrier), un geni informàtic adolescent amoral que va crear blipverts i respostes només per al conseller delegat de Network 23, Grossman. Mentre Carter intenta fugir de l'aparcament de l'edifici en una motocicleta, Lynch pren el control de les barreres de seguretat. L'augment de la barrera fa que Carter xoqui contra un rètol de poca distància amb l'etiqueta "Max. Headroom 2,3m", provocant una greu lesió al cap. Jones és testimoni de l'accident de Carter a través de les càmeres de seguretat, però no pot arribar a temps abans que els pinxos contractats de Lynch el treguin de l'escena.
Grossman està molest perquè Lynch hagi atacat i possiblement assassinat ja que la fama del periodista fa que la seva desaparició sigui notada i investigada. Per retardar qualsevol investigació i proporcionar coartades, Lynch insisteix que pot copiar digitalment la ment i l'aparença de Carter. D'aquesta manera, poden crear un reemplaçament digital i imatges falses del periodista que estarà viu i bé durant els propers dies. Però els seus esforços són defectuosos. El clon digital no sembla idèntic a Carter i sembla desenvolupar la seva pròpia personalitat després de dir repetidament "max headroom" (màxim marge). Renunciant al pla, Bryce instrueix als pinxos contractats que es defacin tant de Carter com de la personalitat digital "Max Headroom". En comptes d'això, els delinqüents decideixen treure’n profit venent Max Headroom a Blank Reg, propietari d'una emissora de televisió pirata, i Carter a un "banc de cossos" on serà recollit per a òrgans.
Després d'absorbir la informació dels senyals d'emissió de televisió, Max Headroom es converteix ràpidament en un presentador de televisió popular a l'estació pirata de Blank Reg, oferint comentaris mordaces i humor ràpid. Mentrestant, recuperant-se de les seves ferides, Carter escapa del banc de cossos i es retroba amb Jones. Amb la seva ajuda, Carter finalment revela que encara és viu i exposa la corrupció de Network 23 i Grossman. Alguns que veuen la cobertura de Carter descarten com a notícia avorrida, canviant de canal per veure Max Headroom.

## Repartiment
- Matt Frewer com Edison Carter / Max Headroom
- Nickolas Grace com a Grossman
- Amanda Country com a Theora Jones
- W. Morgan Sheppard com a Blank Reg
- Roger Sloman com a Murray
- Hilary Tindall com a Dominique
- Paul Spurrier com a Bryce Lynch

## Disseny i desenvolupament
El personatge de Max Headroom i la seva naturalesa com a persona generada per ordinador va ser creat per George Stone, Annabel Jankel i Rocky Morton. Amb la creixent popularitat dels vídeos musicals amb la cultura juvenil i emissores com MTV, Channel 4 va decidir acollir el seu propi programa de vídeos musicals. Rocky Morton va tenir l'encàrrec d'elaborar un gràfic que es reproduís abans i després dels vídeos, deixant clar al públic que aquestes eren característiques d'un programa especial i no només vídeos musicals emesos a l'atzar entre anuncis de televisió. Inspirant-se en els videojokeys de MTV (VJ o "veejays") i els presentadors de televisió estatunidencs, Rocky Morton va decidir que un gràfic o un "vídeo bumper" no agradaria tant als joves com un amfitrió amb una personalitat forta. També va pensar que la joventut britànica desconfiaria d'una personalitat juvenil que intentés atreure'ls i, en canvi, podria apreciar la ironia cínica d'un amfitrió que semblava un home conservador amb un vestit i corbata senzills que intentava atraure els joves però no tenia una comprensió real de la seva cultura. Ell va veure l'amfitrió com "la cosa més avorrida que se m'ha imaginat fer... un cap parlant: un home blanc de classe mitjana amb vestit, parlant amb ells d'una manera molt avorrida sobre vídeos musicals."
Morton va pensar que l'amfitrió hauria de ser generat per ordinador o animat. Quan això no va resultar pràctic, es va decidir repartir un actor que presentés la il·lusió d'un host generat per ordinador. El nom del personatge es va originar molt abans que els altres aspectes del personatge perquè la frase "max. headroom" es mostrava sovint a l'entrada dels aparcaments i garatges al Regne Unit. George Stone va remarcar que això va donar al personatge "Marca instantània, reconeixement instantani." Els creadors també van apreciar que "Max Headroom" fos còmicament irònic ja que el personatge actuava com si ho sabés i ho entengués tot, mentre que el nom indicava que la seva ment estava en realitat buida de coneixement i saviesa veritables. Algun temps després de la popularitat de Max Headroom com a personatge, es va fer més habitual al Regne Unit que aquests signes llegeixin "max. height" en lloc de "max. headroom.".
Els executius de Channel 4 van gaudir de la idea que Morton va presentar i van decidir presentar en Max com un personatge en una pel·lícula de televisió d'una hora de durada abans de presentar-lo com a presentador de programa a The Max Headroom Show. El productor Peter Wagg va contractar els escriptors David Hansen i Paul Owen per construir el "personatge complet" de Max Headroom, que Morton va descriure com el "molt estèril, arrogant, personificació occidental de la classe mitjana, presentador de televisió masculí". La història de fons proporcionada per al personatge Max Headroom tenia les seves arrels en un futur proper distòpic dominat per la televisió i les grans corporacions, ideada per George Stone i l'eventual guionista Steve Roberts.
L'actor canadenc-estatunidenc Matt Frewer va provar el paper després que un amic seu ja hagués fet una audició i després el va suggerir. La productora i cocreadora de Max Headroom Annabel Jankel va pensar que Frewer seria una bona opció per disfressar-se d'una persona l'aparença de la qual va ser dissenyada per un ordinador, veient a partir de la seva foto polaroid de càsting que tenia "característiques increïblement ben definides". Frewer va rebre " unes línies" de diàleg i després animat a improvisar com cregués. Frewer va fer una improvisació còmica que va durar més de deu minuts, impressionant el grup de producció. L'actor es va inspirar en el personatge Ted Baxter de The Mary Tyler Moore Show, dient en una entrevista de 1987, "particularment volia aconseguir aquella bonhomia falsa de Baxter... Max sempre assumeix una dècada d'amistat a la primera reunió. A primera vista, et preguntarà sobre el punt negre del teu nas."
El personatge de Max Headroom es va anunciar com el primer presentador de televisió "generat per ordinador". La il·lusió d'un personatge generat per ordinador que només existeix en ordinadors i senyals de transmissió de televisió es va aconseguir fent que Matt Frewer portés maquillatge pròtesi, lents de contacte i un vestit modelat de plàstic mentre estava assegut davant d'una pantalla blava. La il·luminació dura i altres efectes d'edició i gravació van augmentar la il·lusió d'un personatge CGI.
En parlar de la història de l'origen fictici de Max, es va proposar primer que podria ser una IA creada per substituir un presentador de televisió humà que arribava tard al seu propi programa. La història de fons es revelaria a través de diferents segments de cinc minuts durant la primera temporada de The Max Headroom Show. Quan Channel 4 va decidir que l'origen de Max apareixeria en una pel·lícula de televisió d'una hora, es va desenvolupar una història ampliada i l'origen es va modificar per involucrar ara un periodista croat anomenat Edison Carter. El 4 d'abril de 1985, la pel·lícula de televisió Max Headroom: 20 Minutes Into the Future va presentar Max a l'audiència de televisió. El 6 d'abril de 1985, Channel 4 va emetre el primer episodi de The Max Headroom Show.

## Spin-off
El 1987, la cadena nord-americana ABC va contractar els creadors de la pel·lícula de Channel 4 per adaptar la història i el món de Max Headroom: 20 Minutes into the Future a la sèrie dramàtica Max Headroom . Durant la temporada de televisió 1987-1988 es van emetre catorze episodis. El pilot va ser un remake de la pel·lícula de Channel 4 amb canvis menors, com ara que Max i Carter es coneguessin i que Max estigués més motivat per exposar la corrupció en lloc de comentar-la. El pilot va reciclar algunes de les imatges de la pel·lícula original, però l'escenari es va canviar a una ciutat americana. Els membres del repartiment Matt Frewer, Amanda Pays i William Morgan Sheppard van repetir els seus papers de la pel·lícula original. Jeffrey Tambor es va afegir al repartiment com el cap d'Edison, Murray. El teclista de Pablo Cruise Cory Lerios va proporcionar el tema. Cada episodi de la sèrie dramàtica començava amb la frase "20 Minutes into the Future."

## Estrena a mitjans casolans
Max Headroom: 20 Minutes into the Future es va publicar en VHS al Regne Unit i als Estats Units el 1986.
El setembre de 2005, es va publicar com a DVD de la Regió 2 només al Japó.